# Rosso (Cilícia)
Rosso ou Roso (em grego clássico: Ρῶσσος/Ῥωσός; romaniz.: Rhȏssos/Rhōsós; em latim: Rossus/Rosus) foi uma pequena cidade do golfo de Isso, na Síria, situada a 31 quilômetros a sudoeste de Alexandria do Isso na estrada costeira que levava a Selêucia Piéria. Era conhecida desde fins do século IV a.C.. Foi citada por Estrabão (século I), Plínio (século I) e Ptolomeu (século II), que mencionam-a como uma cidade da Síria. Sob o imperador Augusto (r. 27 a.C.–14 d.C.), recebeu o título de ἱερά, ἄσυλος καὶ αὐτόνομος (hierá, ásylos kaì autónomos, "sagrada, com direito a conceder asilo e autonomia"). Ela também foi citada por Hiérocles (século VI) e Jorge do Chipre (século VII), que corrigem sua localização afirmando que estava na Cilícia Segunda, e Estêvão (século VI). No século XII, a cidade e o forte vizinho caíram nas mãos do Reino Arménio da Cilícia. Em 1268, foi tomada dos Cavaleiros Templários pelo sultão Baibars (r. 1257–1277). A antiga cidade fica hoje perto da vila de Arsuz, na Turquia.
Segundo Eusébio de Cesareia (século IV), por volta do ano 200, Serapião de Antioquia compôs um tratado sobre o Evangelho de Pedro aos fiéis de Rosso, que eram heterodoxos em relação aquele livro. Teodoreto (século V), que localiza-a na Cilícia, relata a história de um eremita, Teodósio de Antioquia, fundador de um mosteiro na montanha perto a Rosso, que foi forçado pelas invasões bárbaras a se refugiar em Antioquia, onde morreu e foi sucedido por seu irmão, Romano, também nativo de Rosso; são honrados até hoje pela Igreja Ortodoxa Grega nas datas de 5 e 9 de fevereiro. A sé de Rosso foi citada também entre os bispos-sufragâneos de Anazarbo no Notitiæ episcopatuum do Patriarcado de Antioquia, no século VI, e outro do ano de 840. Por fim, foi citada num último notitiae no século X entre as sés isentas. Sete bispos de Rosso são conhecidos:
- Bispo de nome incerto, faltou no Primeiro Concílio de Niceia;[3]
- Antípatro, presente no Concílio de Antioquia em 363;
- Porfírio, um dos correspondentes de João Crisóstomo;
- Juliano, presente no Concílio de Calcedônia em 451;
- Um bispo um pouco posterior, de nome incerto, que se separou de sua metrópole para aprovar a reconciliação entre João I de Antioquia e Cirilo de Alexandria;
- Antonino, presente no  Concílio de Mopsuéstia em 550;
- Teodoro, por volta do ano 600.